# Узунджово
Узунджо́во (болг. Узунджово) — село в Хасковській області Болгарії. Входить до складу общини Хасково.

## Населення
За даними перепису населення 2011 року у селі проживали 1778 осіб.
Національний склад населення села:
| Національність   | Кількість осіб | Відсоток |
| ---------------- | -------------- | -------- |
| болгари          | 1188           | 67,5%    |
| цигани           | 517            | 29,4%    |
| турки            | 37             | 2,1%     |
| інша             | 3              | 0,2%     |
| не визначились   | 14             | 0,8%     |
| Всього відповіли | 1759           |          |

Розподіл населення за віком у 2011 році:
Динаміка населення: